# The Infamous Archives
Albums de Mobb Deep
Life of the Infamous: The Best of Mobb Deep
(2006) The Safe Is Cracked
(2009)
The Infamous Archives est une compilation de Mobb Deep, sortie le 13 mars 2007. 
L'album contient des titres inédits ainsi que des morceaux extraits d'une mixtape enregistrée en 1998, Back from a Hiatus.

## Liste des titres

### Disque 1
| No  | Titre                                                                       | Contient un (des) sample(s) de            | Durée |
| --- | --------------------------------------------------------------------------- | ----------------------------------------- | ----- |
| 1.  | Everyday Gun Play (Produit par Havoc)                                       |                                           | 3:51  |
| 2.  | First Day of Spring (featuring Tragedy Khadafi – Produit par Havoc)         |                                           | 2:33  |
| 3.  | Untitled (Produit par Havoc)                                                |                                           | 1:28  |
| 4.  | Rep the QBC (featuring Infamous Mobb – Produit par Havoc)                   |                                           | 4:09  |
| 5.  | Reach (featuring Chinky – Produit par Havoc)                                |                                           | 4:39  |
| 6.  | In the Long Run (featuring Ty Nitty – Produit par Havoc)                    |                                           | 2:41  |
| 7.  | Young Luv                                                                   | If I Was Your Girlfriend de Prince        | 3:38  |
| 8.  | Block Life (featuring ACD – Produit par Havoc)                              | You Make Me Feel Brand New des Stylistics | 3:55  |
| 9.  | Shit Hits the Fan (featuring Godfather – Produit par A. Dog)                | Are You Man Enough? des Four Tops         | 2:56  |
| 10. | Murderers (featuring E-Moneybags et Majesty)                                |                                           | 3:52  |
| 11. | Thou Shall Not Kill (featuring Snoop Dogg et Tray Deee – Produit par Havoc) | Cry Little Sister de Gerard McMann        | 4:19  |
| 12. | Perfect Plot (featuring Big Noyd – Produit par Havoc)                       | I Want a Guy des Supremes                 | 4:25  |
| 13. | QB Meets Southside (featuring Sticky Fingaz et X-1 – Produit par Havoc)     |                                           | 2:48  |
| 14. | How You Like Me Now (featuring Rah Digga – Produit par Tone Mason)          |                                           | 3:24  |

### Disque 2
| No  | Titre                                                         | Contient un (des) sample(s) de | Durée |
| --- | ------------------------------------------------------------- | ------------------------------ | ----- |
| 1.  | Cobra (Produit par Havoc)                                     |                                | 3:24  |
| 2.  | Mobb Run the Rap Game (Produit par Dr. Dre)                   |                                | 2:21  |
| 3.  | Gangstas Roll (Produit par Havoc)                             |                                | 3:27  |
| 4.  | Bump That (featuring 50 Cent et Big Noyd – Produit par Havoc) |                                | 3:55  |
| 5.  | My Priorities (Produit par The Alchemist)                     |                                | 2:47  |
| 6.  | Backwards (Produit par The Alchemist)                         |                                | 3:41  |
| 7.  | Gettin Moved On                                               |                                | 3:30  |
| 8.  | U Know We Don't Stop (Produit par Havoc)                      |                                | 2:27  |
| 9.  | Rock With Us (featuring Busta Rhymes – Produit par Havoc)     |                                | 4:40  |
| 10. | All Mine                                                      |                                | 2:30  |
| 11. | Never Talk (featuring Mike Delorean – Produit par Havoc)      |                                | 3:05  |
| 12. | We Don't Love Them Hoes (Produit par Havoc)                   | Forty Days de Billy Brooks     | 2:59  |
| 13. | What's The Word (featuring The Alchemist – Produit par Havoc) |                                | 2:43  |
| 14. | Baby Baby (Produit par S.C.)                                  |                                | 2:52  |